# لوئیس مرلو
لوئیس مرلو (اسپانیایی: Luis Merlo‎؛ زادهٔ ۱۳ ژوئن ۱۹۶۶) بازیگر اهل اسپانیا است. وی از سال ۱۹۸۵ میلادی تاکنون مشغول فعالیت بوده‌است.
از فیلم‌ها یا برنامه‌های تلویزیونی که وی در آن نقش داشته‌است می‌توان به دردسر قریب‌الوقوع و مدرسه شبانه‌روزی اشاره کرد.